# Agriculture cellulaire
L'agriculture cellulaire est une branche interdisciplinaire de la science à l'intersection de la médecine et de l'agriculture. L'agriculture cellulaire capitalise sur les avancées en ingénierie tissulaire, science des matériaux, bio-ingénierie et biologie de synthèse pour concevoir de nouveaux modes de production de produits tels que le lait, la viande, les parfums ou encore la corne de rhinocéros, à partir de cellules et de micro-organismes.
L'exemple le plus célèbre d'un produit issu de l'agriculture cellulaire est le burger à la viande cultivée du professeur Mark Post, qui a démontré en 2013 la faisabilité d'un tel produit. Le premier steak artificiel aura coûté 250 000 euros.

## Historique
Bien que l'agriculture cellulaire soit une discipline scientifique récente, des produits issus de ce mode de production, tels l'insuline et la présure, ont été commercialisés dès le début du XXe siècle.
En 1922, Frederick Banting, Charles Best, et James Collip soignèrent une patiente diabétique par injection d'insuline, initialement collectée à partir des pancréas réduits en poudre de porcs et de bovins. En 1978, Arthur Riggs, Keiichi Itakura, et Herbert Boyer insérèrent le gène portant les plans de construction de l'insuline humaine dans une bactérie E. coli, l'incitant à produire de l'insuline identique à celle synthétisée par l'homme. La grande majorité de l'insuline actuellement utilisée dans le monde est désormais de l'insuline humaine recombinante synthétisée par des levures ou des bactéries[réf. incomplète].
Le 24 mars 1990, l'agence américaine des produits alimentaires et médicamenteux, la Food and Drug Administration (FDA), a approuvé l'utilisation de bactéries génétiquement modifiées pour produire de la présure, faisant d'elles les premiers êtres vivants génétiquement modifiés pour produire de la nourriture. Dans la fabrication du fromage, la présure est un mélange d'enzymes qui transforme le lait en lait caillé et en lactosérum. Traditionnellement, la présure est extraite de la caillette, le quatrième estomac des jeunes ruminants. Aujourd'hui, la majorité de la fabrication fromagère utilise de la présure issue de bactéries, de champignons ou de levures génétiquement modifiés, car elle est plus pure, plus homogène et moins chère que la présure d'origine animale.

Dans un essai de 1931 intitulé Fifty Years Hence, Winston Churchill prédit l'évolution des méthodes de production de la viande selon un paradigme similaire à celui de l'agriculture cellulaire : 

« Dans cinquante ans... Nous échapperons à l'absurdité de l'élevage d'un poulet entier pour n'en manger que la poitrine ou l'aile, en produisant ces parties séparément, selon des moyens appropriés. »

 En 2004, Jason Matheny a fondé New Harvest, qui fut d'abord une organisation pour la promotion de la viande in vitro, mais dont la mission est désormais « d'accélérer les avancées en agriculture cellulaire ». New Harvest est la seule organisation qui se concentre exclusivement sur l'avancement de l'agriculture cellulaire. Elle finance le premier doctorat en agriculture cellulaire de l'université de Tufts ainsi que l'ouverture d'un laboratoire humide aux Pays-Bas, nommé New Harvest Labs, dans le but de créer des outils d'agriculture cellulaire open source.
Depuis 2014, IndieBio, l'incubateur en biologie synthétique de San Francisco, a incubé plusieurs startups pratiquant l'agriculture cellulaire, hébergeant Muufri (lait à partir de culture cellulaire), Clara Foods (blancs d'œufs à partir de culture cellulaire), Gelzen (gélatine à partir de bactéries et de levures), Afineur (grains de café fermentés) et Pembient (bio-synthétisation de corne de rhinocéros). Muufri et Clara Foods ont toutes deux été lancées par New Harvest.
En 2015, Mercy for Animals a créé une seconde organisation, nommée The Good Food Institute (GFI), qui promeut les substituts de viande, d’œufs et de produits laitiers ainsi que la viande in vitro comme alternatives aux produits d'origine animale.
Le 13 juillet 2016, New Harvest a accueilli la première conférence internationale sur l'agriculture cellulaire à San Francisco, en Californie. Le lendemain de la conférence, New Harvest a accueilli le premier séminaire dédié aux acteurs industriels, universitaires et gouvernementaux de l'agriculture cellulaire[réf. incomplète].

## Controverses et débats publics

### Terminologie
La viande, telle que définie par le Parlement Européen, en phase avec la vision de la communauté scientifique, est "un muscle squelettique avec graisse et tissu conjonctif naturellement inclus ou adhérents". C’est un alliage complexe de différents éléments : vaisseaux sanguins, nerfs, graisse, muscles squelettiques. Là où la viande cellulaire se contente de reproduire principalement les myocytes, aussi appelés fibres musculaires, car ce sont les principaux constituants de la viande. Par ailleurs, une des caractéristiques principales de la viande est liée au processus de maturation, qui n'est pas reproduite par la viande cellulaire. 

### Utilisation d'OGMs et d'antibiotiques
L'agriculture cellulaire repose sur la culture de cellules souches, pour certaines prélevées sur des animaux. Le prélèvement de ces cellules sur des animaux est la technique la plus souvent mise en avant, comme en témoignent les visuels d’Agriculture Cellulaire France. Ces cellules cultivées prolifèrent dans un milieu de culture, lequel comporte très régulièrement du sérum fœtal bovin (SFB). L’utilisation de ce sérum soulève des problèmes moraux et éthiques importants car le processus nécessite de prélever le sérum sur des vaches en gestation ce qui a pour conséquence de causer la mort des fœtus par suffocation, comme l'a dénoncé l'association L214. 
Cette technique de prélèvement peut présenter des risques au niveau sanitaire, du fait du risque de contamination par les animaux, en plus de ne pas être viable économiquement. Les industriels de l’agriculture cellulaire semblent donc concentrer leurs efforts sur le développement de lignées cellulaires immortelles, capables de proliférer indéfiniment. Ces lignées cellulaires sont ainsi indépendantes des animaux et permettent de réaliser d’importantes économies. En d'autres termes, pour produire de la viande cellulaire par exemple, les acteurs de l'agrotech s'appuient sur le principe scientifique de cellules cancéreuses, capables de se multiplier sans fin tout en y ajoutant des hormones et compléments alimentaires. De nombreux produits génétiquement modifiés sont interdits sur le sol européen[réf. nécessaire]. 
Des hormones sont nécessaires à la culture de l'agriculture cellulaire pour stimuler la croissance et la reproduction des cellules. Normalement, le rôle des hormones est de permettre aux cellules souches de se différencier en cellules musculaires et de les stimuler lorsqu’elles sont au stade de cellules satellites en vue d’une prolifération massive. Ce processus est présent chez l’animal et l’être humain dont l’organisme met plusieurs années à multiplier les cellules et augmenter le volume musculaire. C’est précisément ce développement que l’agriculture cellulaire souhaite accélérer via l’utilisation d’hormones sexuelles anabolisantes et exogènes. Reconnue par l’Union européenne comme un facteur à risque pour la santé publique, le recours à l’injection d’hormones est interdit pour la production de viande en Europe depuis 1981 par la directive 81/602, puis confirmée par la directive 2003/74, et validée en 2007 par l’Autorité européenne de la sécurité des aliments (EFSA). 
Par ailleurs la lignée cellulaire HeLa a prouvé que le processus d'immortalisation spontanée entraîne souvent des mutations supplémentaires pouvant modifier d'autres aspects des cellules de manière imprévisible. Ketelings et ali soulignent par ailleurs que toute lignée cellulaire de départ peut subir des altérations génétiques involontaires et nuisibles. Il y a donc un risque que d’autres mutations apparaissent sans être repérées.
Enfin, si l’un des arguments phares d’Agriculture Cellulaire France est que « la production de viande cultivée ne devrait pas nécessiter l’emploi d’antibiotiques puisque les cellules devraient se développer dans un environnement stérile », cette affirmation peut être remise en cause. En effet, si les bioréacteurs sont censés être complètement stériles, un risque de contamination par des bactéries, virus ou champignons pathogènes ne peut pas être exclu. Jean-François Hocquette estime ainsi que les industriels de l’agriculture cellulaire auront probablement recours aux antibiotiques pour limiter le risque de contamination comme cela est d’ailleurs confirmé par une publication scientifique écrite par les entreprises de viande de culture elles-mêmes». L’utilisation d’antibiotiques par l’agriculture cellulaire soulève évidemment de nombreuses questions. La première question qui se pose est celle de la transparence des industriels : assumerons-t-ils l’utilisation d’antibiotiques et seront-ils transparents sur les quantités utilisées ? Dans cette éventualité, il faudra mener des études sur les résidus de médicaments dans le produit final.
Les risques liés à l'ingestion de cellules cancérigènes sont encore trop peu documentés dans le domaine scientifique. Soice et ali (2021) déclarent qu'« aucune lignée cellulaire immortelle disponible dans le commerce et pertinente pour l'agriculture n'a été confirmée comme étant sûre pour les aliments. ». La question de l’innocuité des cellules souches n'est pas résolue. Le manque de transparence sur les brevets et les fortes pressions lobbystes au niveau européen sont une menace pour la santé publique. Bidaud va dans ce sens en soulignant que la mise au point de lignées « immortalisées », par manipulation génétique est tentante pour contourner certaines impasses techniques et gagner la « course au marché », au détriment du principe de précaution.

### Impact écologique
Les arguments mis en avant par les tenants de l’agriculture cellulaire sont parfois considérés comme étant « largement spéculatifs » sans réelle valeur scientifique et ne reposant que sur des données déclaratives. Les opposants à l'agriculture cellulaire estiment que les limites techniques et technologiques que l’industrie rencontre pourraient conduire l’agriculture cellulaire à ne jamais tenir ses promesses.

### Impact économique
La filière de l’élevage bovin fait vivre 388 000 personnes en France (en équivalents temps plein, hors restaurants), dont près de 300 000 éleveurs. Cela représente un chiffre d’affaires d'environ 10 milliards d'euros.

## Outils de recherche
Plusieurs outils et techniques clés sont à la base de la recherche en agriculture cellulaire.

### Lignées cellulaires
Une pièce manquante fondamentale dans le développement de la viande in vitro est la disponibilité de matériaux cellulaires appropriés. Si certaines méthodes et protocoles de culture des cellules des souris et d'êtres humains peuvent s'appliquer à l'agriculture cellulaire, il est devenu clair que la plupart ne le sont pas. Ceci est mis en évidence par le fait que les protocoles établis pour la création de cellules souches embryonnaires d'hommes et de souris ont échoué à créer des lignées cellulaires de cellules souches embryonnaires d'ongulés,,.
Dans l'idéal, les lignées cellulaires pour la production de viande in vitro doivent présenter : l'immortalité, une forte capacité de prolifération, une indépendance de surface, une indépendance à l'égard du sérum et une capacité à former des tissus. Les types de cellules les plus appropriés pour l'agriculture cellulaire sont susceptibles de varier selon les espèces,.

### Milieux de culture
La culture de tissus d'origine animale implique au début des recherches l'utilisation de sérum de veau fœtal (SVF). Le SVF est un produit sanguin extrait des fœtus de vache. Ce sérum alimente les cellules en nutriments et fournit des facteurs stimulant la croissance. Mais ce milieu de culture n'est pas durable, est gourmand en ressources lors de sa production et sa composition varie fortement d'un lot à l'autre[réf. incomplète]. Ainsi aucune entreprise ne compte utiliser ce sérum dans la production de leurs viandes.
À la suite de la création des lignées cellulaire, les efforts visant à supprimer le sérum de veau fœtal des milieux de culture sont essentiels à l'avancement de l'agriculture cellulaire, surtout depuis que son utilisation a été la cible de la plupart des critiques de l'agriculture cellulaire et de la viande in vitro. Il est probable que deux milieux de culture seront nécessaires pour chaque type de cellule : un milieu de prolifération, pour la croissance, et un milieu de différenciation, pour la maturation[réf. incomplète].

### Matériaux d'échafaudage
Pour que des cellules forment un tissu cellulaire, un matériau d'échafaudage doit être ajouté pour leur fournir une structure. Les échafaudages sont cruciaux pour les cellules dès lors qu'il s'agit de former des tissus de plus de 100 µm d'épaisseur. Un échafaudage idéal doit être non toxique pour les cellules, comestible et permettre la circulation des nutriments et de l'oxygène. D'origine non-animale, il doit également rester bon marché et facile à produire à grande échelle.

### Systèmes tissulaires en 3D
La phase finale de conception de la viande in vitro consiste à utiliser conjointement les techniques précédentes pour créer de grands morceaux de tissu supérieurs à 100 µm de diamètre, qui peuvent être créés à partir de cellules produites en masse, sans forcément utiliser de sérum, et dont l'échafaudage respecte à la fois les besoins cellulaires et les propriétés recherchées par les concepteurs.

## Applications
L'agriculture cellulaire conçoit de nouvelles techniques de production des aliments. Alors que la majorité des discussions porte autour des applications alimentaires, notamment la viande in vitro, l'agriculture cellulaire peut être utilisée pour créer toutes sortes de produits, y compris ceux qui n'ont jamais impliqué d'animaux à l'origine, par exemple les huiles essentielles de Ginkgo Bioworks.

### Viande

#### Impossible Foods
Dans l'Impossible Burger créé par Impossible Foods, l'hème, qui donne au burger son aspect et son goût sanglants, est produit en transférant le gène codant l'hème du soja à une levure.

#### SuperMeat
SuperMeat est une startup israélienne qui a lancé une campagne Indiegogo en 2016 pour développer la production de viande in vitro de poulet,.

#### Memphis Meats
Memphis Meats est une startup américaine qui a développé en 2016 un prototype de boulette de viande in vitro,.

#### Mosa Meat
Mosa Meat, qui se focalise sur la viande bovine, est une startup néerlandaise créée à la suite de la présentation à Londres en 2013 du burger à la viande in vitro de Mark Post[réf. incomplète].

#### Shojin Meat
Shojin Meat est une société japonaise

### Lait

#### Muufri
Muufri est un projet né chez New Harvest qui s'intéresse à l'agriculture cellulaire des produits laitiers. Cette startup basée à San Francisco a été incubée chez IndieBio en 2014. Muufri produit du lait en utilisant des levures à la place des vaches,.

### Œufs

#### Clara Foods
Clara Foods est un projet né chez New Harvest. Cette startup basée à San Francisco a été incubée chez IndieBio en 2015. Clara Foods produit des blancs d'œufs en utilisant des levures à la place des œufs.

### Gélatine

#### Gelzen
Gelzen est une startup basée à San Francisco qui a été incubée chez IndieBio en 2015. Gelzen développe une plateforme propriétaire de production de protéines qui utilise des bactéries et des levures pour produire de la gélatine,.

### Sang de limule

#### Sothic Bioscience
Sothic Bioscience est une startup basée à Cork, en Irlande, et incubée chez IndieBio en 2015. Sothic Bioscience développe une plateforme de biosynthèse du sang de limule. Le sang de limule contient du lysat d'amibocyte de limule (LAL), employé notamment dans le domaine pharmaceutique pour tester l'absence d'endotoxines.

### Huiles essentielles

#### Ginkgo Bioworks
Ginkgo Bioworks est une entreprise basée à Boston qui développe des huiles essentielles et des micro-organismes sur-mesure.

### Soie

#### Spiber
Spiber est une entreprise basée au Japon qui tente de trouver le gène responsable de la production de fibroïne chez les araignées. Spiber veut transférer ce gène chez des bactéries en utilisant de l'ADN recombinant afin de leur faire produire de la fibroïne. Une fois produite, cette protéine sera tissée pour produire de la soie artificielle,.

#### Bolt Thread
Bolt Thread est une société basée en Californie qui utilise les séquences génétiques présentes dans l'ADN des araignées pour créer du fil de soie. Leur recette est principalement composée de sucre, d'eau et de sel, ingrédients utilisés par des levures génétiquement modifiées pour produire des protéines de soie sous forme liquide. Ce liquide est ensuite transformé en fibres similaires à l'acrylique selon un procédé appelé « wet spinning »,[réf. incomplète].

### Cuir

#### Modern Meadow
Modern Meadow est une startup basée à Brooklyn qui produit du collagène, une protéine présente dans la peau animale, afin de biosynthétiser du cuir.

## Recherches actuelles
- Tissu musculaire vascularisé en 3D au King's College[54]
- Poulet et dinde in vitro à l'université de Caroline du Nord [55]

## Programmes de recherche

### Bourse d'études deNew Harvestpour les tissus in vitro à l'Université de Tufts
C'est un programme conjoint entre New Harvest et le Centre de Recherche en Génie Tissulaire (TERC), soutenu par le National Institutes of Health. Cette initiative supporte depuis 2004 les avancées en ingénierie tissulaire sous la forme d'une bourse d'études pour les étudiants en master et en doctorat de l'université Tufts qui s'intéressent à la bio-ingénierie et à la biologie des systèmes tissulaires en relation avec leur utilité dans l'agro-alimentaire.